# جامع إسكندر باشا (كانليجة)
جامع إسكندر باشا (بالتركية: İskender Paşa Cami)‏ هو مسجد تاريخي يقع في حي كانليجة، مديرية بيكوز في إسطنبول، تركيا.
يقع المسجد على الرصيف البحري لكانليجة، وقد بني بتكليف من القاضي العسكري غازي إسكندر باشا وبناه معمار سنان في 1559-1560. قبر إسكندر باشا يقع داخل فناء المسجد.

## معرض صور

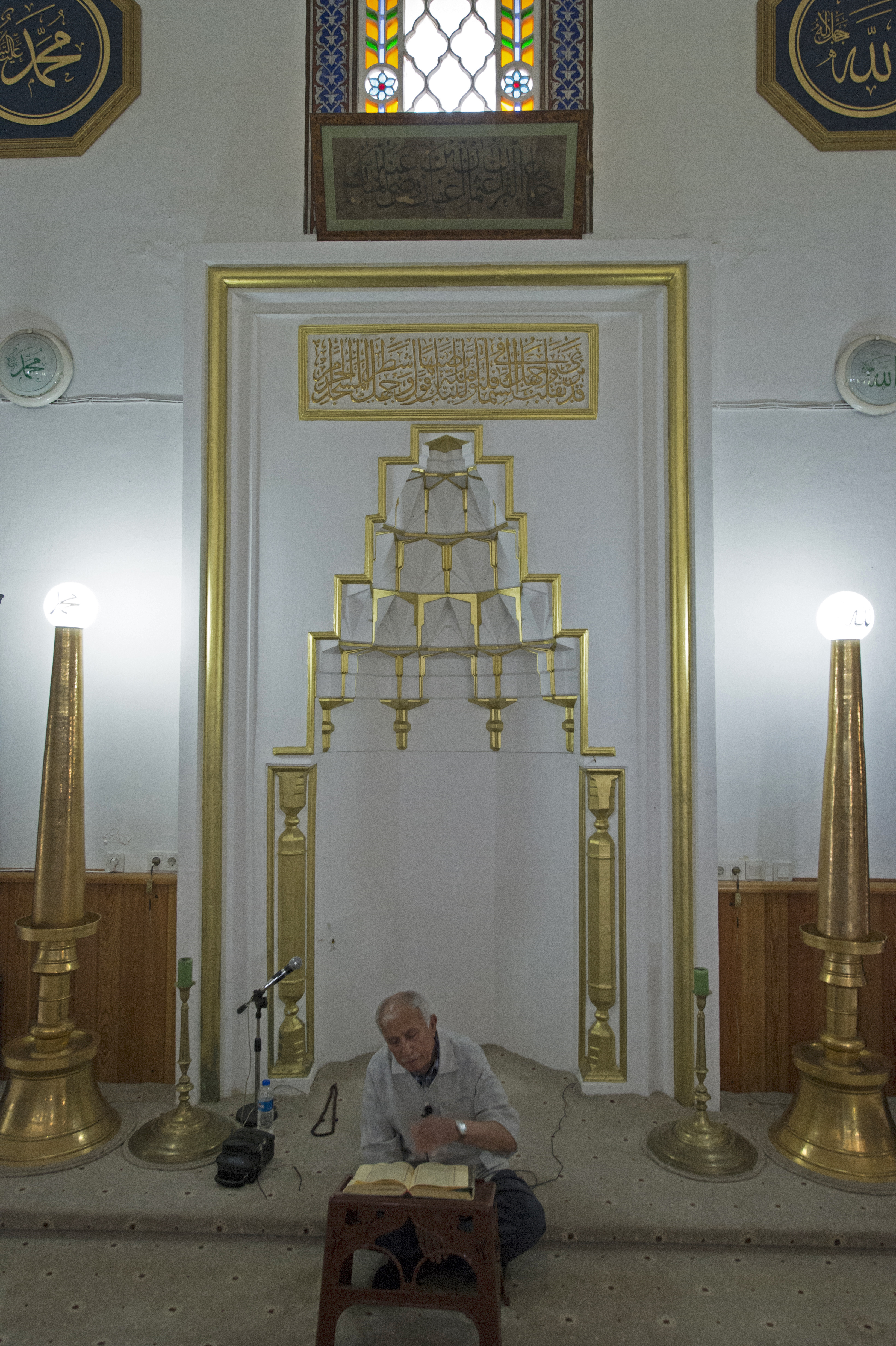
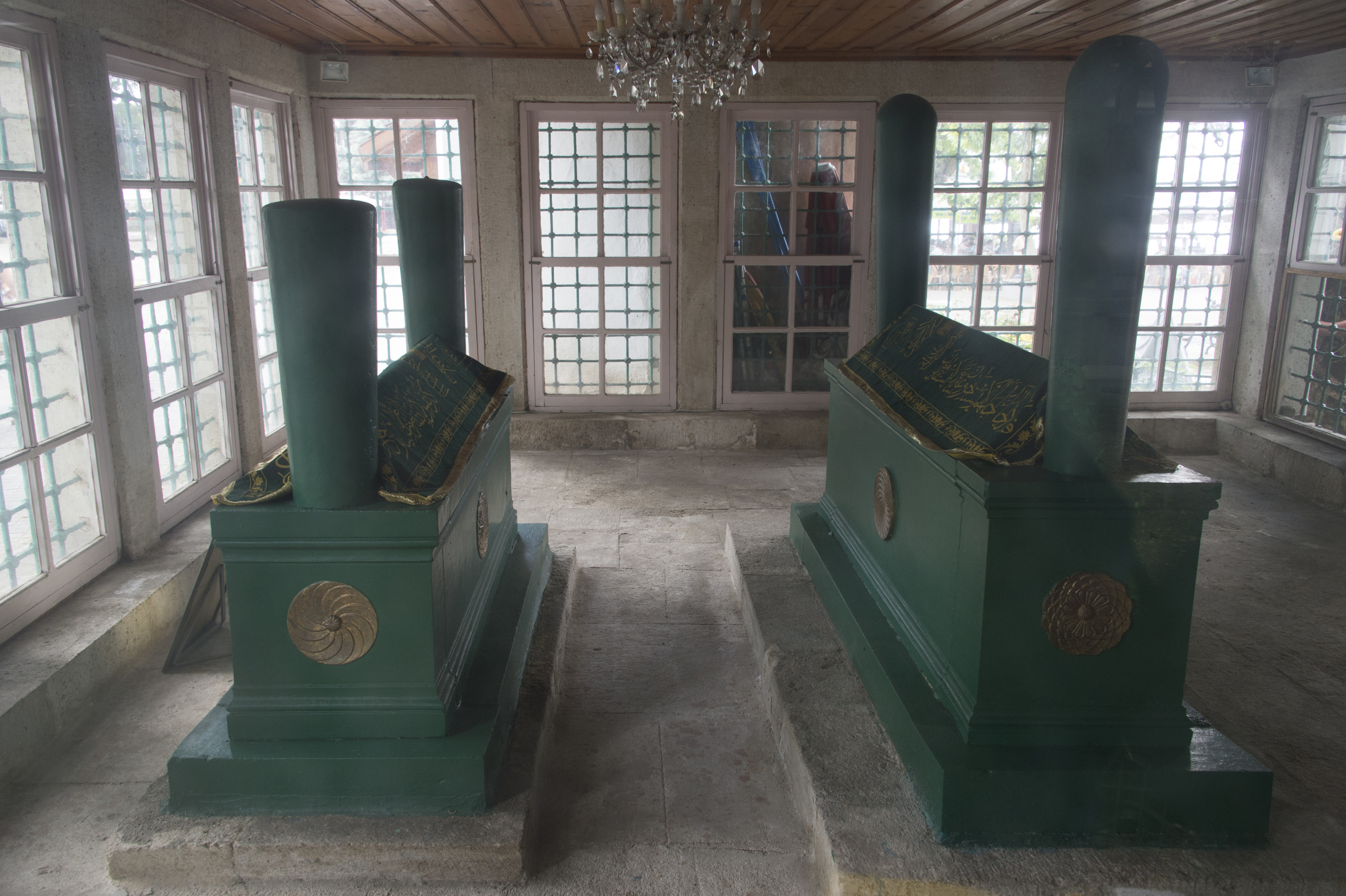
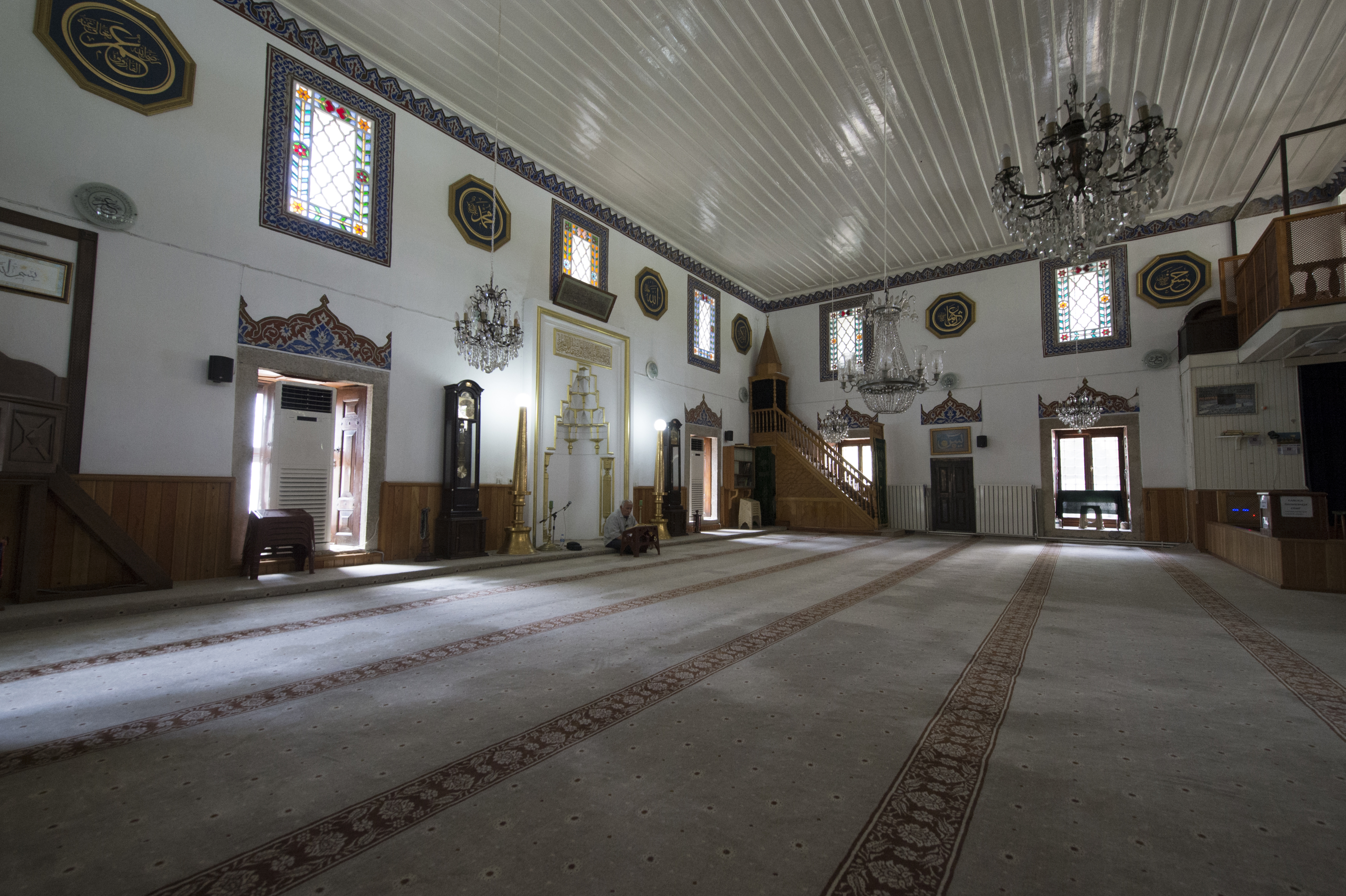
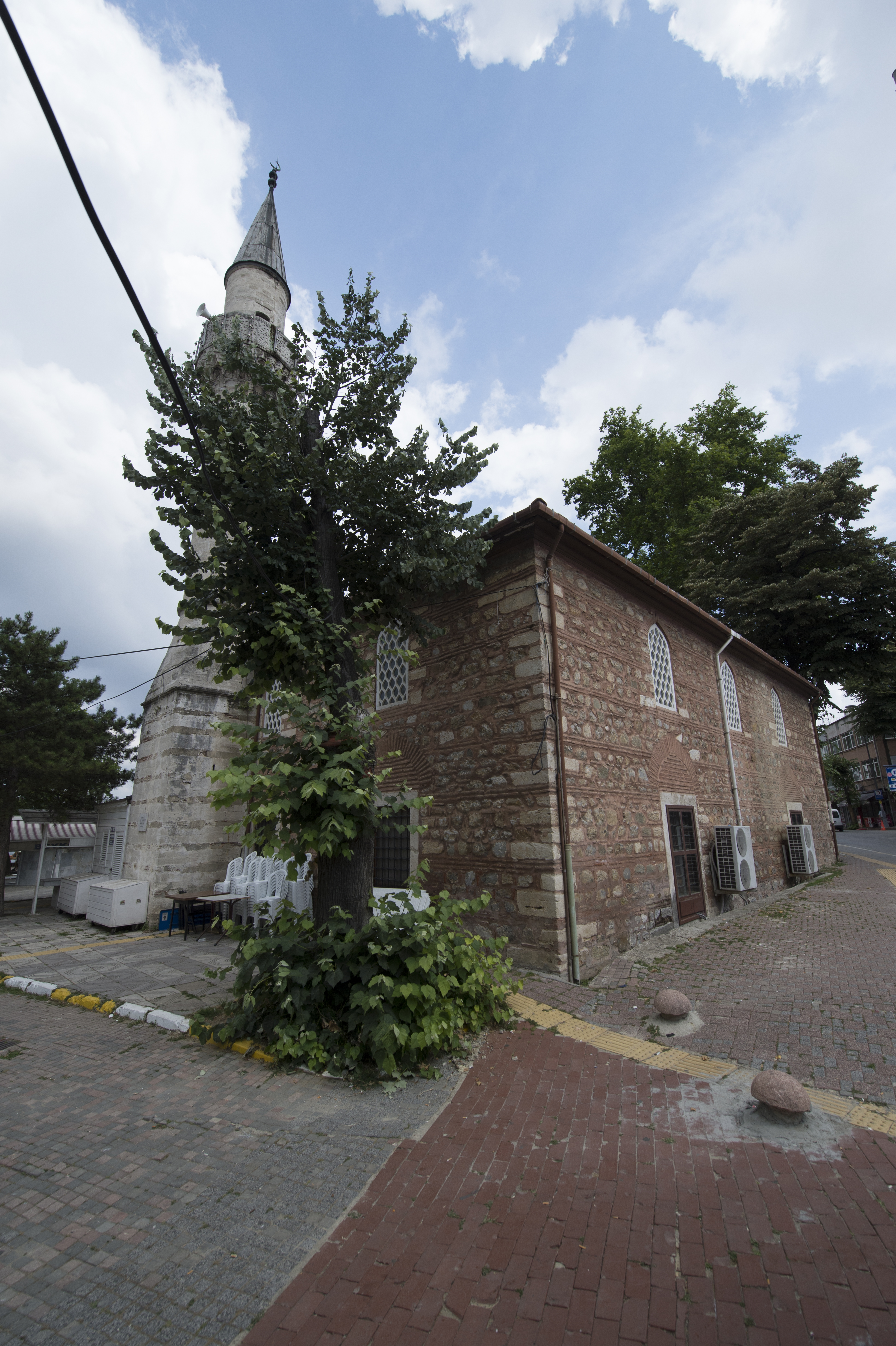
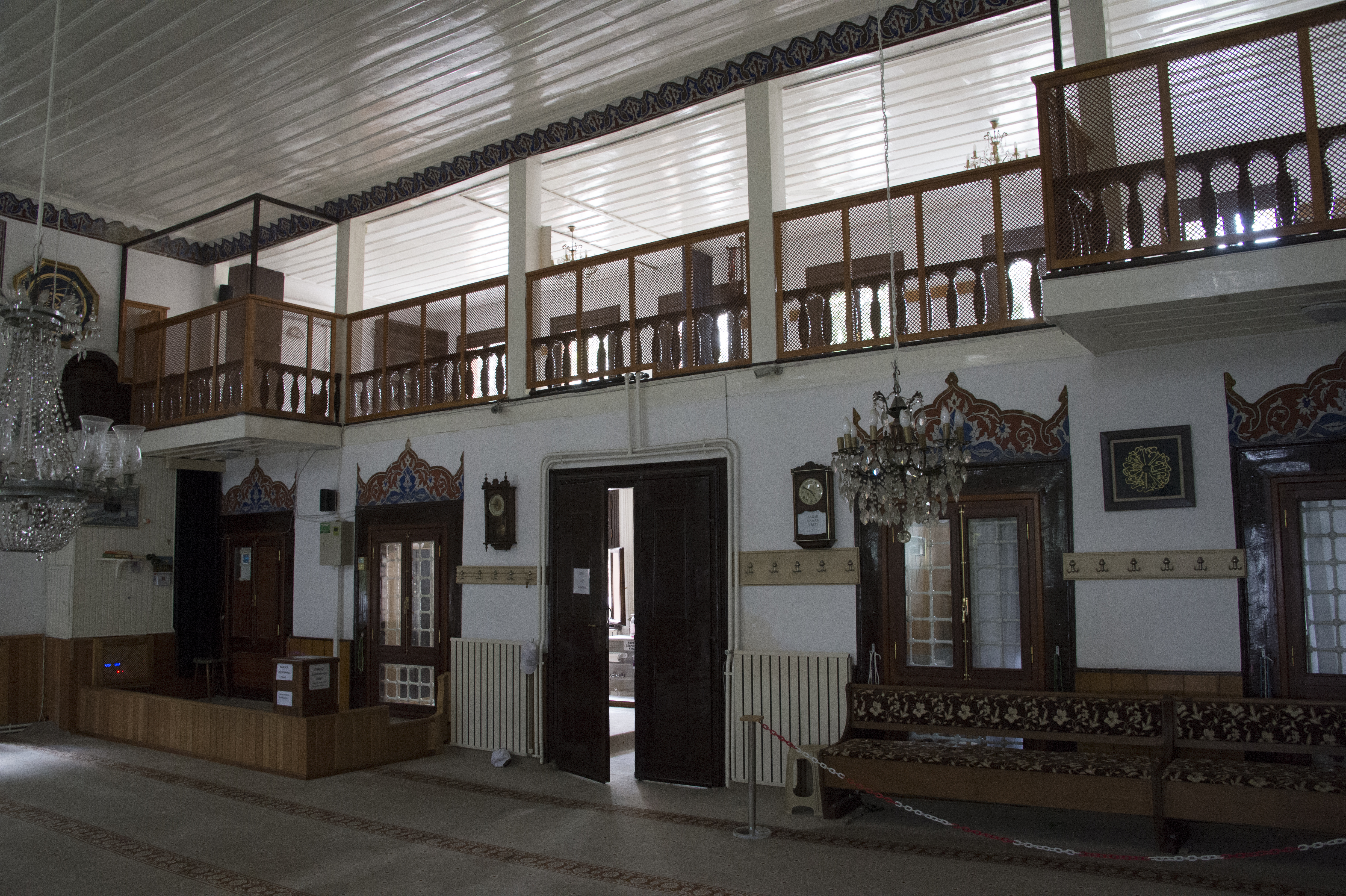